# Neoclytus cordifer
Neoclytus cordifer är en skalbaggsart som först beskrevs av Johann Christoph Friedrich Klug 1829.  Neoclytus cordifer ingår i släktet Neoclytus och familjen långhorningar.
Artens utbredningsområde är:
- Bahamas.
- Kuba.

Inga underarter finns listade i Catalogue of Life.